# Jubula lettii
Il gufo dalla criniera o gufo crinito (Jubula lettii Büttikofer, 1889) è un uccello rapace della famiglia Strigidae, presente in Liberia, Costa d'Avorio, Ghana e a macchia di leopardo dal sud del Camerun e dal nord del Gabon fino all'est del Congo. È l'unica specie del genere Jubula.